# Kociołek wietrzeniowy

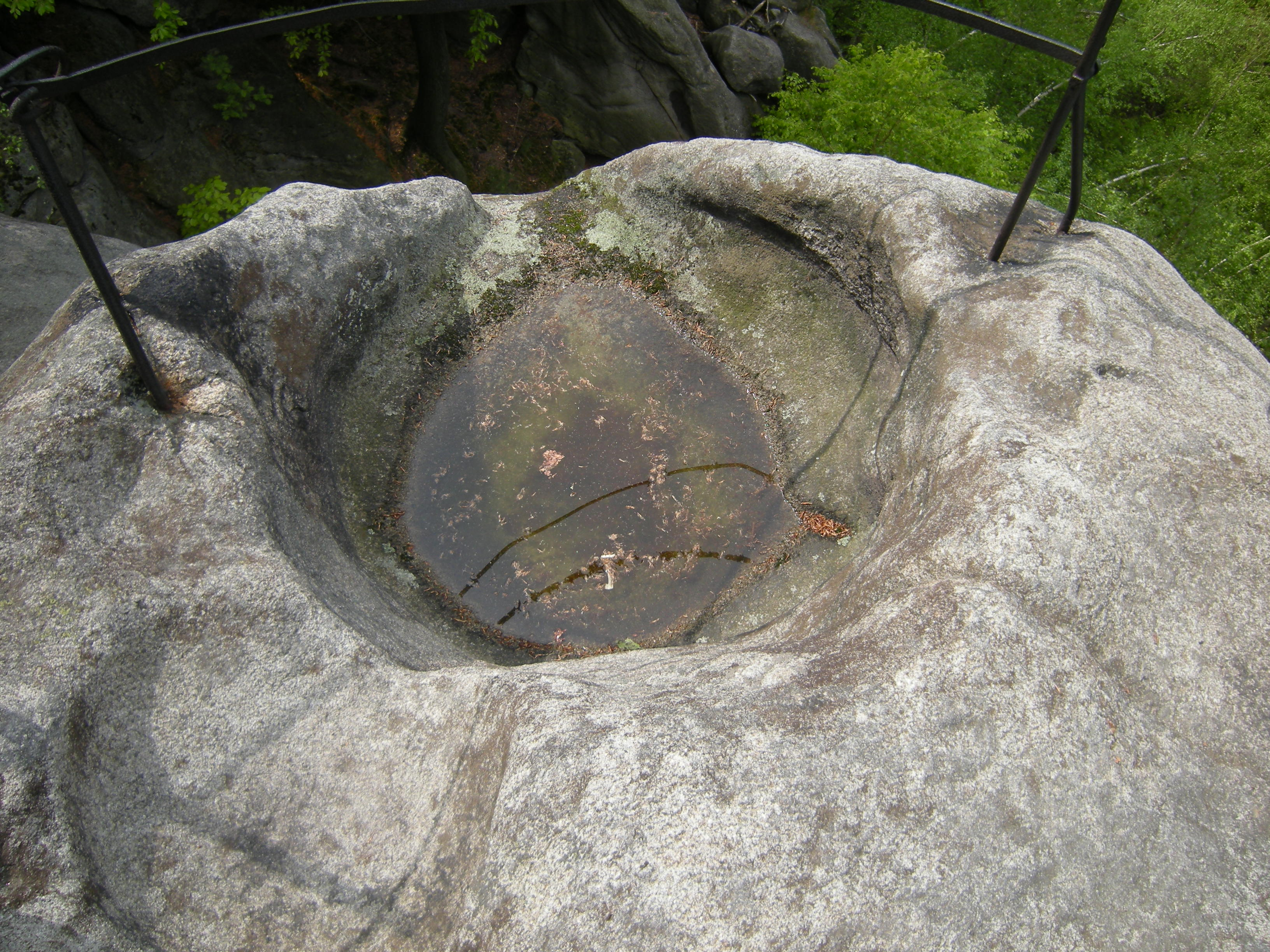
Kociołek wietrzeniowy na Smolnym vrchu

Kociołek wietrzeniowy, kociołek skalny – forma wietrzenia powierzchni skalnych, mająca postać kolistej lub wydłużonej misy długości od 0,5 do 1,5 m i głębokości do 1 m. Zdarzają się także wielkie formy długości ponad 10 m i głębokości ponad dwóch.
W Polsce bogactwo kociołków wietrzeniowych występuje na granitach karkonoskich (Góry Izerskie, Karkonosze, Kotlina Jeleniogórska i Rudawy Janowickie). Są one przeciętnie wielkości kilkunastu do kilkudziesięciu cm, rzadko więcej (do 1,5 m) i głębokości do 35 cm. Znane są też z piaskowców w Górach Stołowych i Beskidach. Ich regularny kształt był dawniej podstawą przypuszczeń, że są to formy wykonane przez człowieka jako miejsca składania ofiar kultowych, stąd nazywane misami ofiarnymi.
Maria Szłamacha, na podstawie prac terenowych prowadzonych na obszarze Karkonoszy, Kotliny Jeleniogórskiej i Gór Izerskich, wyjaśniała powstanie kociołków wietrzeniowych istnieniem kulistych lub owalnych szlir występujących w granicie, które różnią się od niego odpornością na wietrzenie. Wyjaśnia to występowanie kociołków na powierzchniach nachylonych i pionowych.
Henryk Chmal zasadniczą rolę przypisuje wietrzeniu fizycznemu, związanemu z zamarzaniem i rozmarzaniem wody (wietrzenie mrozowe) na płaskich lub prawie płaskich powierzchniach spękań. Występowanie kociołków na powierzchniach nachylonych i pionowych tłumaczy późniejszym przekrzywieniem bloków skalnych.